# Országos Vadgazdálkodási Adattár
Az Országos Vadgazdálkodási Adattár (OVA) létrehozását és alkalmazását a vad védelméről, a vadgazdálkodásról és a vadászatról szóló 1996. évi LV. törvény rendelte el (48. §). A törvény az OVA adatainak használatát kötelezővé teszi és az Adattár adatairól kiállított igazolás közokiratnak minősül.
A Földművelésügyi és Vidékfejlesztési Minisztérium megbízásából a Szent István Egyetem VadVilág Megőrzési Intézetében 1993. óta folyik az Országos Vadgazdálkodási Adattár (Vadgazdálkodási Adatbázis és Információs Rendszer) kialakítása. A rendszer fejlesztésének céljai kezdettől fogva megfelelnek az Országos Vadgazdálkodási Adattárra vonatkozóan a törvényben (49. §) megfogalmazott céloknak és a következő szempontokat teljesíti:
- a vadállományra és a vadgazdálkodásra vonatkozó adatok tárolása és feldolgozása (vadállománybecslés, vadgazdálkodási tervek és jelentések, trófeabírálat),
- a tárolt adatok térképi megjelenítése, és
- a vadgazdálkodási igazgatásban és tervezésben felmerülő feladatokhoz adatok szolgáltatása.

Az OVA tartalmazza a vadászterületek és vadgazdálkodók azonosítására szolgáló legfontosabb adatokat:
- a vadászatra jogosultak címtára,
- a vadfajonként a vadállomány mennyiségében bekövetkezett változások adatai (vadállománybecslés és vadgazdálkodási jelentés),
- a trófeabírálati adatok,
- a fenntartandó legkisebb és fenntartható legnagyobb vadállomány létszámok vadgazdálkodási körzetenként,
- a vadvédelmi és vadgazdálkodási bírságokat kirovó határozatok,
- körzeti vadgazdálkodási tervek és vadgazdálkodási üzemtervek adatai,
- a vadgazdálkodási egységek határainak digitális térképi adatbázisa és a szöveges határleírások,
- vadgazdálkodási célú monitoring programok adatai és kutatási jelentések.

Az adatbázis megfigyelési egysége a vadgazdálkodási egység (pl. vadgazdaság, erdőgazdaság és vadásztársasági terület), amelyek száma a vadászterületek határainak 2007. évi újrarajzolását követően jelenleg mintegy 1400 db.
A korábbi vadgazdálkodási egységekre vonatkozóan az adatok többsége 1986-tól áll folyamatosan rendelkezésre. Az adattárban tárolt adatokhoz közvetlenül csatlakoztathatók a szintén a VadVilág Megőrzési Intézetben végzett, a ragadozófajokra vonatkozó kérdőíves felmérések adatai, valamint más adatbázisok olyan adatai, melyek térbeli lekérdezéssel a vadgazdálkodási egységekkel összekapcsolhatók és így annak megfeleltethetők (pl. erdészeti adatok, mezőgazdasági földhasználati adatok, talajtérképek).
Az adatbázis részeként hozzáférhető valamennyi vadgazdálkodási egység 1:50 000 méretarányban elkészített digitális térképe, melyek alapján térinformatikai elemzések is végezhetők. A térinformatikai eszközök lehetővé teszik, hogy a vadászterületek jellemzőiről, a területváltozásokról megbízható és naprakész információkat szolgáltassunk.
Az Országos Vadgazdálkodási Adattár a folyamatos fejlesztés mellett napi adatszolgáltatásokat végez. A vadgazdálkodási üzemtervekhez szükséges adatok és térképek jelentős részét immár a második tervezési időszakban a tervezők és a vadgazdálkodók az Adattártól szerezték be. Szintén az OVA biztosította az adatokat és szervezte a körzeti vadgazdálkodási tervek elkészítését. Emellett szintén napi feladat a vadgazdálkodási hatóságok munkájához igényelt adatok kiadása és elemzések elvégzése. Az Adattár továbbá oktatási és kutatási célú adatszolgáltatást is végez.
Az Országos Vadgazdálkodási Adattár a vadgazdálkodásra vonatkozó statisztikai adatokat honlapján Archiválva 2008. október 2-i dátummal a Wayback Machine-ben és nyomtatott kiadványokban évente közzé teszi.